# Сейнт Панкрас
Сейнт Панкрас е железопътна гара в северната част на Централен Лондон, непосредствено до Британската библиотека и жп. гара Кингс Крос. От 2007 г. след мащабна реконструкция гарата става британският терминал на влаковете Eurostar.

## История
Красивата сграда на гарата е построена през 1866-1868 г. в неоготически стил по проект на Джордж Джилбърт Скот и дълги години е хотел (Мидлънд гранд хотел), а покритото със стъкло перонно пространство (на английски: train shed) e по проект на Уилям Барлоу и е най-голямото в света за времето си. Друга забележителност е часовниковата кула. Тя е завършена през 1873 година, висока е 83 метра и по онова време е най-високата сграда в света (от 1889 (заедно с Аудиториум Билдинг в Чикаго, САЩ - 82 м.) до 1890 година, когато е построен Ню Йорк Уърлд Билдинг в Ню Йорк, САЩ с височина 94 метра).
През 1935 г. хотелът е затворен и сградата е използвана за офиси (до 2011 г.) на железопътни компании под името „Сейнт Панкрас Чеймбърс“. По време на бомбардировките на Лондон през Втората световна война е частично разрушена, но бързо заработва отново. Най-голямата опасност за сградата настъпва през 1960-те години, когато градоустройствените планове предвиждат тя да бъде разрушена и гарата да се обедини с близката Кингс Крос, но общественото мнение се възпротивява и в крайна сметка сградата е обявена за архитектурна забележителност през 1967 г.

## Реконструкция
През 2007 г. е завършена мащабна реконструкция на гарата, при която става възможно приемането на високоскоростни влакове. Построен е специален терминал за влаковете Eurostar към континентална Европа редом със съществуващите перони, обслужващи вътрешните направления в посока север и югоизток. В реконструираната гара има 15 перона, търговски център и автобусна гара, както и връзка с лондонското метро.